# Xylopia pierrei
Xylopia pierrei este o specie de plante angiosperme din genul Xylopia, familia Annonaceae, descrisă de Henry Fletcher Hance. A fost clasificată de IUCN ca specie vulnerabilă. Conform Catalogue of Life specia Xylopia pierrei nu are subspecii cunoscute.